# It's none of your business
It's none of your business is een studioalbum van Caravan.

## Inleiding
Het was jarenlang stil rondom Caravan, band uit de Canterbury-scene. Na Paradise filter werd pas weer in 2021 een nieuw studioalbum uitgebracht: It's none of your business. De band trok 24 juni 2021 de Rimshot Studio in Bredgar in en was op 4 juli klaar. Achteraf werden nog enige overdubs geplaatst, maar het album was eigenlijk zo goed als af. De zoon van bandleider Pye Hastings, Julian Hastings trad op als muziekproducent en geluidstechnicus. Alhoewel opgenomen tijdens de maatregelen tijdens de coronapandemie wist de bandleden een zodanige situatie te scheppen dat gezamenlijk spelen in de geluidsstudio mogelijk was. Bob Venables verzorgde de platenhoes. Het album verschilt nauwelijks van haar voorgangers terug te voeren op de jaren zeventig van de 20e eeuw. Spottende teksten, folkachtige progressieve rock met altvioolklanken en instrumentale passages zorgden voor de aansluiting. 

## Musici
- Pye Hastings – gitaren en zang
- Geoffrey Richardson – altviool, gitaar, mandoline
- Jan Schelhaas – toetsinstrumenten
- Mark Walker – drumstel
- Lee Pomeroy – basgitaar
- Jimmy Hastings – dwarsfluit

## Muziek
| Nr. | Titel                                      | Duur  |
| --- | ------------------------------------------ | ----- |
| 1.  | Down from London (Pye Hastings)            | 4:04  |
| 2.  | Wishing you were here (Pye Hastings)       | 4:05  |
| 3.  | It's none of your business (Pye Hastings)  | 10:04 |
| 4.  | Ready or not (Pye Hastings)                | 4:57  |
| 5.  | Space a thought (Pye Hastings)             | 4:17  |
| 6.  | Every precious little thing (Pye Hastings) | 4:37  |
| 7.  | If I was to fly (Pye Hastings)             | 3:32  |
| 8.  | I'll reach out to you (Pye Hastings)       | 8:28  |
| 9.  | There is you (Pye Hastings)                | 4:38  |
| 10. | Luna’s tuna (Pye Hastings)                 | 3:21  |

Down from London handelt over Londenaren die naar onder andere Kent trekken om het boerenleven te beleven (de geluidsstudio ligt in Kent). De titeltrack gaat over eigenzinnigheden van Pye Hastings tegenover de bemoeizuchtige wereld om hem heen.